# 銮国公主
銮国公主（?—?），是中国五代十国后蜀后主皇帝孟昶之女。
銮国公主嫁给了工部尚书毋守素之子毋克恭。毋克恭因为公主的缘故，历任检校水部员外郎、光禄少卿。宋朝灭亡后蜀，任左监门卫将军。